# Teodoro Petkoff
Teodoro Petkoff est un journaliste, écrivain et homme politique vénézuélien né à El Batey le 3 janvier 1932 et mort à Caracas le 31 octobre 2018.

## Biographie
Teodoro Petkoff est né le 3 janvier 1932 d'un père bulgare et d'une mère juive polonaise. 

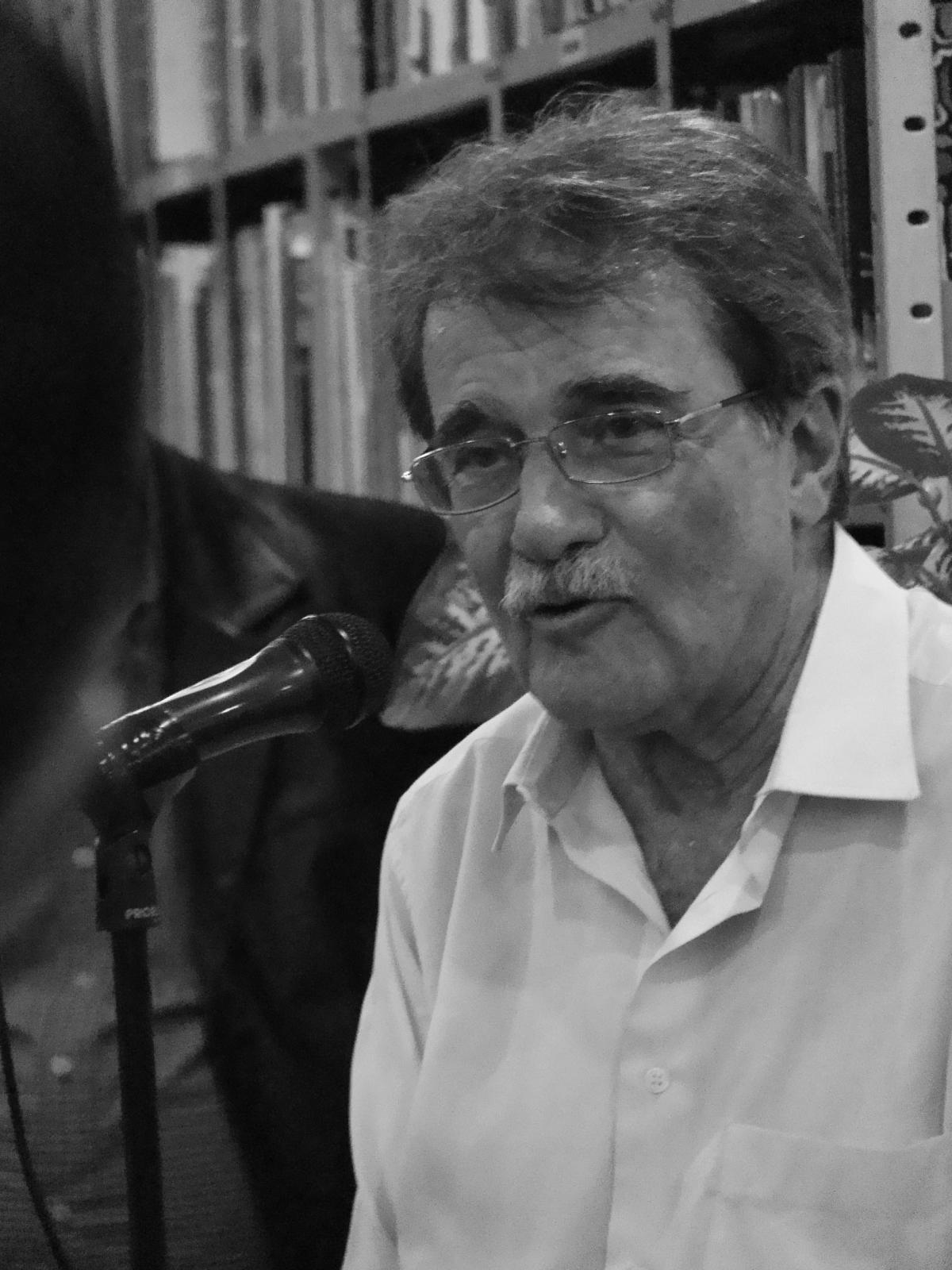

Membre du Parti communiste du Venezuela à partir des années 1950, il est victime de la dictature de  Marcos Pérez Jiménez et passe trois ans en prison avant de parvenir à s'évader. L'un de ses frères est assassiné à 20 ans par des policiers de la dictature. Il entre en guérilla contre le régime de Rómulo Betancourt qui a fait interdire le parti dans les années 1960. Il fonde en 1971 le Mouvement vers le socialisme.
Il est élu deux fois député au Congrès de la République dans les années 1970 et 1980 puis, après avoir évolué vers des positions néolibérales est nommé ministre de la Planification en 1996 dans le gouvernement de Rafael Caldera. Il négocie un accord avec le FMI : en échange d'un prêt de 7 milliards de dollars, il libéralise l'économie (nouvelle dévaluation, augmentation du prix de l'essence, suppression du contrôle des changes, diminution des dépenses publiques, etc.).
En 2000, il fonde le journal TalCual dans lequel il exprime son opposition à la politique d'Hugo Chávez.
En 2015, il reçoit le prix Ortega y Gasset, mais interdit de sortie du territoire, il ne peut se rendre à Madrid pour le recevoir.

## Dans la culture
Le film soviétique Opération liberté de Vytautas Žalakevičius sorti en 1972 s'inspire de l'histoire d'évasion de Guillermo García Ponce, Pompeyo Márquez et Teodoro Petkoff.